# Ostrost

Obrázek s uměle zvýšenou ostrostí čar vlevo dosažený zvýšeným kontrastem na okrajích

Ostrost je schopnost lidského oka odlišit dva body v prostoru nebo na snímku.

## Zraková ostrost
Zraková ostrost závisí na schopnosti optického aparátu zaostřit paprsky na sítnici, ale také na průhlednosti oka, intenzity osvětlení a hustotě a zapojení fotoreceptorů v daném místě sítnice. Minimální zorný úhel ve žluté skvrně, kde je největší množství čípků, je 1 úhlová minuta (této hodnotě se říká rozlišovací schopnost oka) – vzdálenost obrazů na sítnici je pak pouhých 5 μm, mezi dvěma podrážděnými světločivými buňkami je jedna nepodrážděná.
Lidské oko neustále přeostřuje z místa na místo a vzniká tak pocit, že vidíme stále ostře. Rychlost svalů v oku je velmi rychlá a vnímání lidského mozku je naprogramováno tak, abychom si neustálého přeostřování nevšimli. Když se soustředíme například na náš prst, který je deset centimetrů od oka a vnímáme přitom ostrost předmětů na obzoru, vidíme je jako rozmazané.

## Pojem ostrosti

Znázornění kružnice splývání s úhlovým poloměrem 1 minuta; body uprostřed ní vidíme jako jeden

Chápání ostrosti vychází z definice ostrého a neostrého obrazu. Lidské oko má omezenou rozlišovací schopnost. Rozpozná dva body, jenom pokud jejich úhlová vzdálenost je vyšší než zhruba 1 úhlová minuta. Pokud jsou dva body blíže, začnou zdánlivě splývat do jediného bodu. Nakreslíme-li si okolo libovolného bodu kružnici s úhlovým poloměrem 1 minuta, pak všechny body ležící uvnitř této kružnice budou splývat s původním bodem a všechny body vně této kružnice budou vidět jako samostatné body.
Této kružnici se v angličtině říká Circle Of ConFusion (kružnice splývání) a má zkratku COF.
V praxi jedna úhlová minuta znamená, že budeme-li za ideálních světelných podmínek sledovat předmět z běžné čtecí vzdálenosti, budou nám splývat všechny body bližší než cca 1/6mm, tedy asi 0,17mm.
Fotografický průmysl považuje za normální rozměr fotografie pozorované z běžné čtecí vzdálenosti 13×18cm. Taková fotografie vznikne jako pětinásobná zvětšenina políčka kinofilmu, tedy poloměr COF přeneseného na kinofilm je cca 0,17/5 = 0,033 mm.
Kdykoliv tedy objektivem promítneme na políčko kinofilmu bod s takovou ostrostí, že jeho obraz je menší než cca 0,033 mm, jeví se obraz jako ostrý. Je-li průmět bodu kolečko o poloměru větším než COF, jeví se lidskému oku takový obraz jako rozmazaný.
Hloubka ostrosti DOF (Depth Of Field) je tedy rozmezí vzdáleností předmětů, jejichž body se promítnou na film jako kružnice o poloměru menším než je COF.
Jak je z předchozího vidět, poloměr COF závisí na velikosti zvětšeniny, formátu filmu, na který byl obraz snímán a vzdálenosti, ze které fotografii pozorujeme.
Proto se například billboard jeví z velké vzdálenosti jako perfektně ostrý, ačkoliv při pozorování z blízka na něm zřetelně uvidíme skvrny odpovídající jednotlivým barevným bodům.

## Fotografická ostrost
Ostrost ve fotografii je hranový kontrast obrazu. Ostrost závisí na velikosti derivace kontrastu vzhledem k prostoru. Zjednodušeně řečeno se lidskému oku zdají kontrastnější obrázky ostřejší.
Na příkladu (viz výše) byly namalovány dvě světlé šedé linky na šedém pozadí. Ostrost linky vlevo byla uměle zvýšena přidáním jednoho tmavšího a jednoho světlejšího proužku.
Při fotografování se fotoaparát zaostřuje pohybem čočky (nebo více čoček) v objektivu. Správné zaostření zajistí, že na snímku bude ostré to, co si fotograf ze scény vybere. Nastavením zaostřovací vzdálenosti fotograf určí tzv. rovinu zaostření. Objekty v této rovině jsou zobrazeny ostře, objekty před a za ní jsou ostré méně. Míru této neostrosti neboli hloubku ostrosti ovlivňuje nastavení clony na fotoaparátu.
V současnosti naprostá většina fotoaparátů nabízí automatické zaostřování, pro něž se často využívá z angličtiny převzatý pojem autofokus. V hledáčku nebo na displeji se zobrazují tzv. zaostřovací body, pomocí kterých fotograf může „ukázat“ na to místo ve scéně, které si přeje mít ostré.
U lépe vybavených (dražších) fotoaparátů může fotograf autofokus vypnout a ostřit ručně otáčením zaostřovacího kroužku na objektivu. Mnoho současných fotoaparátů ovšem zaostřovací kroužek na objektivu nemá a takový postup neumožňuje. Některé však nabízejí aspoň kompromisní (méně přesné) „ruční zaostřování“ pomocí tlačítek, jimiž lze ručně ovládat servomotor, který uvnitř aparátu čočkou pohybuje.

### Příklad ostření u Canon EOS 7D
Autofokus u zrcadlovky Canon EOS 7D má 19 zaostřovacích bodů, všechny křížové (vysvětlení tohoto pojmu obsahuje článek Autofokus), a fotografovi nabízí pět různých způsobů ostření:
- automatický výběr ze všech 19 bodů (autofokus si sám vybere bod zamířený na nejbližší objekt)
- výběr jednoho bodu (určí ho fotograf a namíří ho do místa, které chce mít na snímku ostré)
- rozšíření AF bodů (centrální bod plus okolní čtyři, pro sledování pohybujícího se objektu)
- jen centrální část křížového bodu (pro přesnější zaostření)
- zónové ostření (vybírat lze z pěti definovaných zón)

Navíc, díky integrovaném gyroskopu zde existuje možnost předvolby jiných zaostřovacích bodů pro fotografování „na výšku“.

### Úprava ostrosti
Řada procesů, které se zabývají úpravou obrazu, pracuje s ostrostí – jako například unsharp mask.

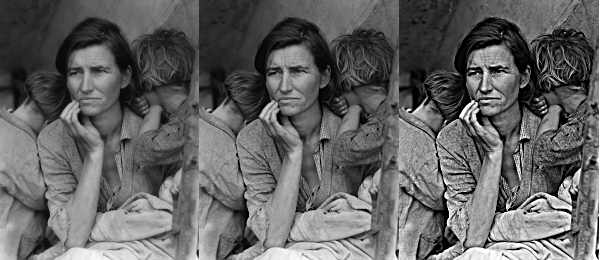
Originál, lehce doostřeno, silně doostřeno pomocí unsharp mask.

Příklad rozmazané fotografie restaurované pomocí Wienerovy dekonvoluce:

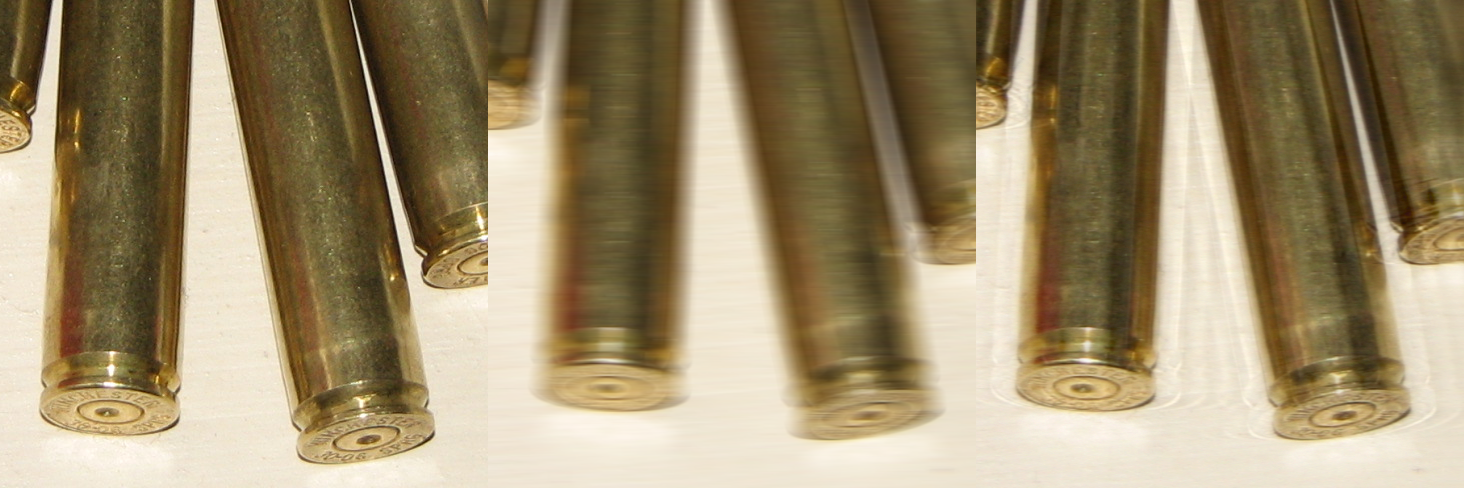
Zleva: povedený ostrý snímek, rozmazaný snímek a uměle zostřený snímek dekonvolucí. Všimněte si některých artefaktů v opraveném obrázku.

## Galerie

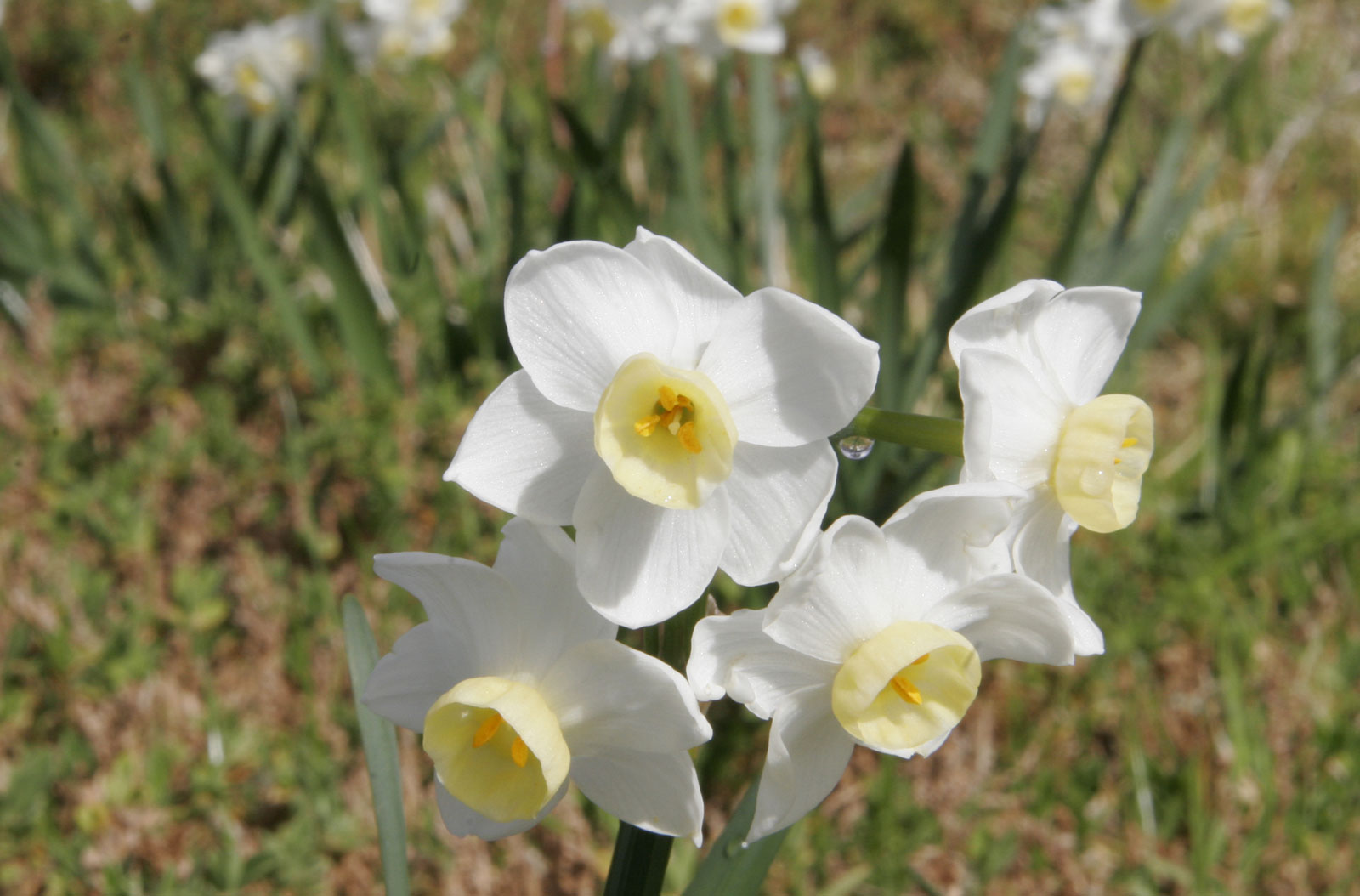
Květiny při clonovém čísle f/32
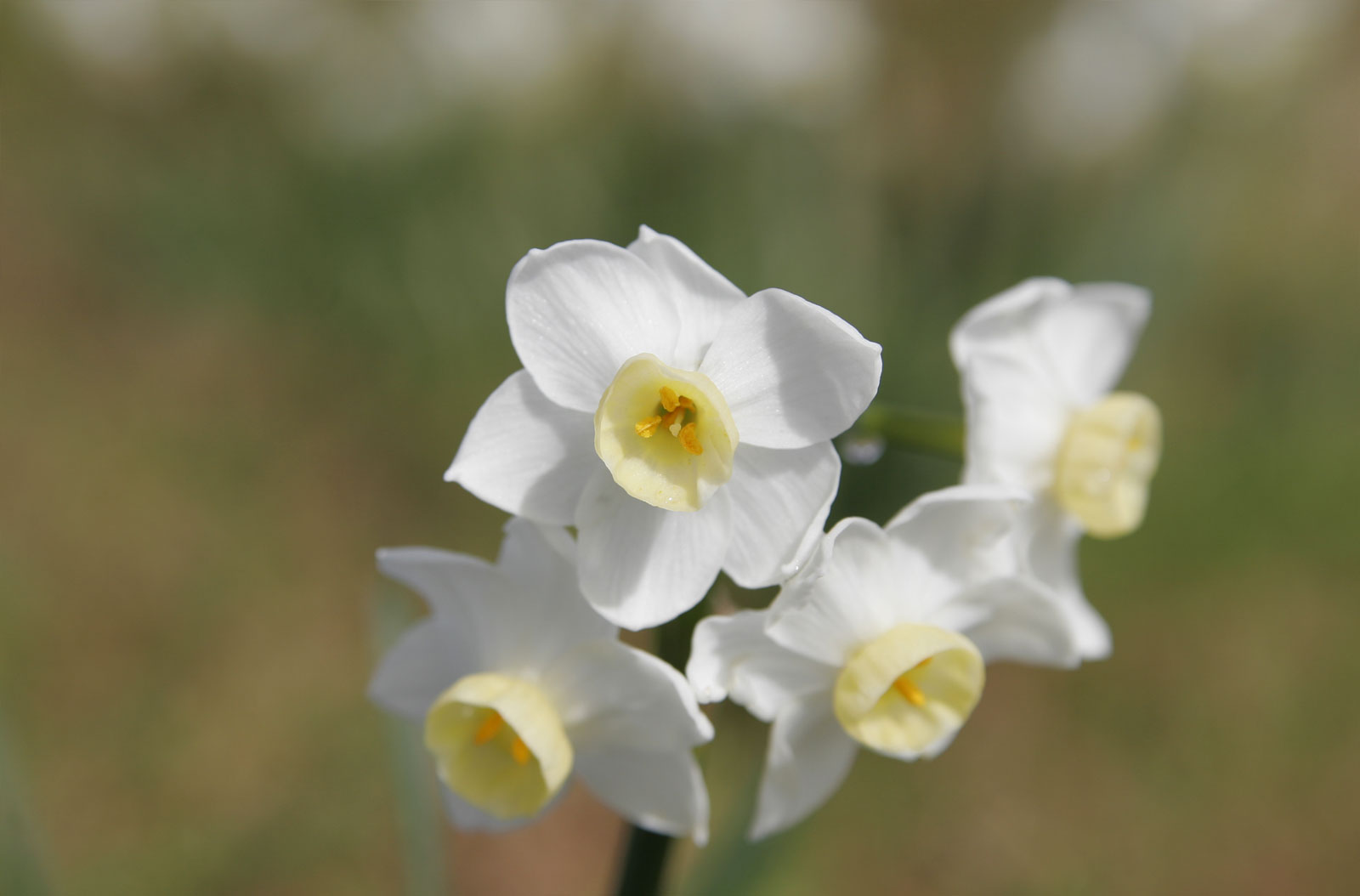
Květiny při clonovém čísle f/5